# Dirk Kaftan
Dirk Kaftan (Marburg, 1971) és un director d'orquestra alemany. És el director titular de l'Òpera de Graz i de l'Orquestra Filharmònica de Graz. El 2015 va rebre el Premi d'Interpretació Karl Böhm per la seva contribució al desenvolupament de la Filharmònica de Graz.